# Ligne de Seinäjoki à Kaskinen
La ligne de Seinäjoki à Kaskinen (finnois : Seinäjoki–Kaskinen-rata), dite aussi ligne de Suupohja (finnois : Suupohjan rata), est une ligne de chemin de fer du réseau de chemin de fer finlandais, qui relie la gare de Seinäjoki à la gare de Kaskinen.